# Armorial des freguesias de Ferreira do Zêzere
- il comporte peu ou pas de sources.
- il reste des blasons à dessiner dans cet armorial.

Cette page donne les armoiries (figures et blasonnements) des freguesias de Ferreira do Zêzere. 
| Image | Nom de la commune et blasonnement |
| ----- | --------------------------------- |
|       | Águas Belas                       |
|       | Areias                            |
|       | Beco                              |
|       | Chãos                             |
|       | Dornes                            |
|       | Ferreira do Zêzere                |
|       | Igreja Nova do Sobral             |
|       | Paio Mendes                       |
|       | Pias                              |